# Кам'янка (притока Мажі)
Кам'янка (біл. Каменка) — річка в Копильському районі Мінської області Білорусі, права притока річки Мажі (басейн Прип'яті). Довжина річки 3,4 км.
Починається за 1 км на північ від міста Копиля біля села Аножки, тече в межах міста (на річці в межах міста створено ставок) і впадає в межах Копиля в річку Мажу у водосховище площею 11 га.